# Жузеп Казаноба-і-Мартурель
Жузе́п Казано́ба-і-Мартуре́ль (кат. Josep Casanova i Martorell; 26 грудня 1929, Туральо — 21 вересня 2017, Вік) — каталонський католицький священник, митрофорний протоєрей, який опікувався українською діаспорою в Німеччині, Фінляндії, Швеції та Іспанії, зокрема у Каталонії.
Жузеп Казаноба був священником у церкві Св. Надії (ісп. Esperanza) в м. Барселона.
20 серпня 2008 року за ініціативою Асоціації українців в Каталонії «Червона калина» о. Жузепа Казанобу нагороджено орденом «За Заслуги» ІІІ-го ступеня, присудженого йому Президентом України Віктором Ющенком — за вагомий особистий внесок у зміцнення авторитету України у світі, популяризацію її історичних і сучасних надбань та з нагоди 17-ї річниці незалежності України